# 구레항
구레항(呉港)은 히로시마현 구레시에 있는 항구이다. 항만 관리자는 구레시이며, 항만법에 중요항만, 항칙법에서 특정 항구에 지정되어있다.

## 개요
구레항은 세토나이카의 거의 중앙에 위치하며, 동쪽은 오노미치이토 항, 서쪽은 히로시마 항이 있다. 구레시 중심의 오미나토 구(가와라이시, 타카라마치 지역), 그보다 동쪽에 있는 ‘히로코 구’(히로 지구, 아가마리노 포리스 지구), 더 동쪽에 있는 니가타 지구의 ‘니가타 항 지구’ 세 가지 영역으로 구성되어있다.
메이지 시대에 제2 해군구 구레 진수부가 설치된 것이 계기가 되어 군항으로서 개항하였고, 현재는 조선업을 중심으로 한 중화학 공업 지대 안에 있는 산업 항구이다. 또한 주변 게이요 제도를 잇는 페리 항구로서 히로시마 항과 시코쿠 마쓰야마 항을 연결하는 중계 역할이 발달해 있다.

## 연혁

### 구레 군항의 개설
원래 이곳은 에도 시대까지 반농반어의 한적한 시골로 역사적 무대에 설 수 없는 곳이었다. 현재 이 지역의 주요 항로인 온도노세토가 1164년에 개통한 것으로 알려져 있다.
메이지 시대에 들어 와 제2 해군구의 군항이 개항할 입후보지로 선정되었고, 히로시마현에 진수부를 설치할 것을 결정하고, 구레, 미하라와 에타지마가 후보지로 올라 1883년에서 측량 결과 1884년 구레가 최적지로 결정되었다. 1885년 8월 4일, 산요 행차를 가던 메이지 천황이 선상에서 이 땅을 시찰했다.
1886년 칙령 제31호를 가지고 군항 경계가 정해지고, 마키 나가요시 중장을 건축 위원장으로, 사토시즈오 대령을 부건축 위원장으로 하여 1887년 11월 착공에 들어갔다. 시공 업체를 후지타 조(후지타) · 오쿠라 조(타이세이 건설)가 맡았고, 1만 명이 넘는 인부들이 현장에 투입되어 있었지만, 두 회사가 경쟁을 진행하면서 끊임없는 실랑이가 벌어지며 유혈 소동까지 발전했다. 그래서 해군 주도로 양사를 하나의 기업으로 ‘일본 토목회사’로 묶어 일하게 주선한 이후 공사는 순조롭게 진행되었다. 1889년 3월말 준공되었다.
1889년 7월 1일 구레 진수부가 개청한 이래 군항으로서 급속히 발전해 나갔다.
1903년 구레 해군 공창이 설립되면서 일본 제일의 해군 조선소로 불릴 만큼 발전해 나갔다.
처음에는 아키군 와쇼 마을, 미야하라 마을, 쇼야마다 마을, 케고야 마을 네 마을 즉 현재의 오미나토 구에서 개발이 시작되었다. 1921년 구레 진수부 광지창(히로 해군 공창)이 설립되면서 히로코 구가 전쟁 중인 1942년 내무성 직할 공사로 니가타항 구가 개발되었다.
이런 상황에서 태평양 전쟁 말기에는 미군의 폭격의 목표가 되었고, 1945년 3월 구레항 공습을 받아 기능 정지에 빠졌다. 전후 구레 조병창은 폐쇄되어 작업을 중단하고, 공습에 의해 도시 기능도 떨어졌으며, 그 속에서 영연방 점령군의 관할이 되었다. 1948년 ‘구레 무역항’으로 지정되어 민간도 사용할 수 무역항으로 다시 개항하게 된다. 1950년 구 군항도시 전환법 시행으로 점령군으로부터 반환된 옛 구레 조병창에 민간 기업 유치를 시작했다.
그리고 1951년 구레항은 ‘중요항만’으로 지정되었고, 1952년 구레시가 항만관리자로 인가되어 현재에 이르고 있다.

## 같이 보기
- 구레항 공습
- 구레 진수부